# Geoffroys katt
Geoffroys katt (Leopardus geoffroyi eller Oncifelis geoffroyi) är ett kattdjur. Det är den vanligaste vilda katten i Sydamerika. Bakgrundsfärgen på pälsen varierar, men den har alltid små bruna eller svarta fläckar.

## Kännetecken
I storleken liknar detta kattdjur en tamkatt med kort svans och avplattat huvud. Kroppslängden ligger vid 60 cm och svanslängden vid 30 cm. Pälsens grundfärg är oftast gråaktig i de södra delarna av utbredningsområdet, och gulaktig i de norra delarna. På buken har den krämfärgad päls. Svarta fläckar med en diameter av 15 till 20 mm finns på hela kroppen. Vid kroppens sidor och på extremiteterna bildar fläckarna ofta linjer. Ibland föds ungar med svart päls och dessutom är några vuxna individer svarta. Ansiktet kännetecknas av två horisontala svarta strimmor på kinderna samt av flera mörka linjer från nosen och ögonen över hjässan till nacken. Geoffroys katt har en svans med mörka och ljusa ringar.

## Levnadsområde
Geoffroys katt förekommer i södra delen av Sydamerika från Bolivia och södra Brasilien till Patagonien. Arten finns bara öster om Anderna men den når vid de östra sluttningarna 3 800 meter över havet. Habitatet utgörs av skogar eller gräsområden med några träd. Geoffroys katt hittas även i träskmarker och buskskogar. I öppna landskap uppsöker den vanligen platser med tätare växtlighet.

## Levnadssätt
Födan består huvudsakligen av harar, gnagare och småfåglar. På grund av att katten även äter fisk betecknas den i Sydamerika även som "fiskkatt". I sällsynta fall dödar katten större fåglar som seriemor. Arten vistas vanligen på marken men den har bra förmåga att klättra i växtligheten. I områden med högt gräs använder den ofta stigar som skapades av capybraror. Denna katt är aktiv på natten och sover på dagen i träd. Dessutom använder den revirets träd som toalett. Geoffroys katt sitter ofta upprätt och bevakar sin omgivning i samma position som är känd från präriehundar.
Antagligen lever varje individ ensam när honan inte är brunstig. Honan kan vara parningsberedd flera gånger mellan december och maj om ingen parning sker vid första tillfället. Andra uppgifter om fortplantningssättet kommer främst från djur som hölls i fångenskap. Där är honan 62 till 76 dagar dräktig och sedan föds en till tre ungar. Ungarnas föds blinda och de öppnar sina ögon efter cirka 19 dagar. Efter 6 till 7 veckor börjar ungarna med fast föda och kort efteråt slutar modern med digivning. Enligt olika källor infaller könsmognaden efter 18 till 22 månader. Vissa honor i fångenskap hade sin sista kull när de var 10 år gamla.

## Hot
Kattens päls användes tidigare mycket för framställningen av kläder. Därför var arten akut hotad och listades i Washingtonkonventionen (CITES) i appendix I. Handel med djuret är därför helt förbjuden. Det gäller inte bara för affärsmän utan även för privatpersoner och handel av produkter i andra hand. Ett år före dessa bestämmelser förekom cirka 5 500 individer, som motsvarade ungefär en tiondel av populationen, på marknaden.

## Taxonomi
Djurets vetenskapliga namn är omstritt. Några vetenskapsmän betecknar djuret som Leopardus geoffroyi och andra som Oncifelis geoffroyi. I början räknades djuret till samma släkte som ozeloten, Leopardus. Senare flyttades geoffroys katt till släktet Oncifelis, samma som pampaskatt och kodkod. Wilson & Reeder (2005) infogar släktet Oncifelis i släktet Leopardus.